# Фомбуена
Фомбуена (ісп. Fombuena) — муніципалітет в Іспанії, у складі автономної спільноти Арагон, у провінції Сарагоса. Населення — 52 особи (2010).
Муніципалітет розташований на відстані близько 230 км на схід від Мадрида, 60 км на південний захід від Сарагоси.

## Демографія
Динаміка населення (INE ):